# Малинин, Григорий Васильевич
Григо́рий Васи́льевич Мали́нин (в монашестве Герва́сий; 1 (13) ноября 1880, село Боболи, Боровский уезд, Калужская губерния — после 1932) — деятель обновленчества, до 1925 года — епископ Русской православной церкви, епископ Рыбинский, викарий Ярославской епархии.

## Биография

### До революции
Родился 1 ноября 1885 года в селе Боболи Боровского уезда Калужской губернии (ныне Малоярославецкий район Калужской области) в семье священника.
В 1903 года окончил Калужское духовное училище. В 1909 года окончил Калужскую духовную семинарию и поступил на первый курс Казанской духовной академии, в апреле 1913 года принял монашество и рукоположён в сан иеромонаха. При отличном знании греческого, английского и немецкого языков, специализировался на изучении монгольского и калмыцкого языков.
В 1913 году окончил Казанскую духовную академию по второму разряду со степенью кандидата богословия и был признан способным преподавать миссионерские предметы и занимать административные должности.
14 июня 1913 года по предложению инспектора Казанской духовной академии архимандрита Гурия (Степанова) Советом Казанской духовной академии командирован в Санкт-Петербургскую практическую восточную академию для дальнейшего обучения за счёт синода стипендии по 600 рублей в год из духовно-учебного капитала. 24 июля того же года указом Святейшего Синода командировка утверждена.
4 ноября 1913 года определён преподавателем Воронежской духовной семинарии.
С 12 августа 1914 года — преподаватель Иркутской духовной семинарии.
С 21 декабря 1915 года — епархиальный миссионер Астраханской епархии.

### Служение после революции в Русской православной церкви
В течение нескольких лет был миссионером-проповедником и священником на приходах Тверской и Ставропольской епархий, благочинным монастырей Ставропольской епархии.
15 августа 1923 года назначен епископом Арзгирским, викарием Ставропольской епархии. 28 августа того же года состоялась его епископская хиротония, которую возглавил Патриарх Тихон.
9 (22) октября 1923 Патриархом Тихоном назначен епископом Рыбинским, викарием Ярославской епархии.
Рапорт протоиерея Рыбинского кафедрального собора Константина Розова Патриарху Тихону от 22 февраля 1924 года так описывалась ситуация: «19 февраля приехавшего епископа Гервасия вызвали в ГПУ и предъявили ему то же обвинение, отобрав подписку о невыезде. Розов и члены приходского совета 20 февраля были вызваны в милицию, где в присутствии всего живоцерковного управления им было предложено сдать все архиерейские облачения живоцерковникам, но они облачения не уступили, ссылаясь на то, что имущество принадлежит всей общине. Представитель власти сказал, что единственной законной церковью считает „Священный Синод“. После прений разошлись, причём власти заявили, что облачения возьмут. Епископ Гервасий 21 февраля был вызван в ГПУ, оттуда отправлен на вокзал на Ярославский поезд, а в Ярославле посажен в тюрьму — накануне, учитывая нажим ГПУ, он дал указание временно прекратить поминовение имени Святейшего Патриарха Тихона. Управление викариатством Розов принял на себя — как благочинный, о чём донёс управляющему епархией епископу Серафиму [Самойловичу] (которого насильно задерживают в Угличе)».
Согласно следственному делу Патриарха Тихона, на 1 сентября 1924 года епископ Геврасий проживал в Даниловом монастыре в Москве.

### В обновленчестве
В 1925 году, после освобождения из очередного тюремного заключения объявил себя стоящим вне существующих церковных ориентаций, как «тихоновской», так и обновленческой, осуждал обе и создал независимую церковную группу. 30 июля 1925 года уклонился в обновленческий раскол. 14 июля того же года назначен обновленческим епископом Ростовским и Угличским, викарием Ярославской обновленческой епархии и настоятелем Спасской миссионерской автономной общины города Рыбинска. Прибывший в Рыбинск епископ Серафим (Силичев) в письме от 10/23 августа 1925 года докладывал Патриаршему местоблюстителю Петру о действиях Гервасия:

Бывший православный епископ (Уржумский) Гервасий <…> самочинно <…> захватил самый большой храм г. Рыбинска и самочинно совершает богослужения. Объявив какую-то автокефалию, а себя автокефальным епископом, он, Гервасий, совершенно не поминает за богослужениями ни Ваше имя как Патриаршего Местоблюстителя, ни имя какого-либо другого православного епископа. <…> Было также объявлено, что еп[ископ] Гервасий приступил к служению «с благословения» «коллегии вселенских патриархов» (?!), с каковой «коллегией» он, Гервасий, снёсся через обновленческий «священный синод». <…> Службы еп. Гервасия постоянно сопровождаются скандалами со стороны народа, который не желает его признавать. <…> Никто из рыбинского духовенства к еп[ископу] Гервасию не примкнул за исключением: 1) заштатного прот[оиерея] Закецкого, который в своё время принимал активнейшее участие в насаждении живоцерковного раскола <…> и 2) заштатный прот[оиерей] рыбинского собора о[тец] Михаил Богородский

27 апреля 1926 года назначен епископом Ярославским «на автономных началах».
В 1926 году встретился в тюрьме с архиепископом Иларионом (Троицким), видимо рассчитывая склонить его принять обновленчество, о чём написал в обновленческом журнале:

Я встретился на прогулке по двору в Ярославской тюрьме «Коровники» с архиепископом Иларионом (Троицким). Он меня узнал и удивился, зачем я попал в тюрьму. Он мне сказал:
— Зачем вы отошли от Патриарха Тихона и нарушили ту клятву, которую вы давали при хиротонии во епископа, что ничего общего не будете иметь с так называемой Живой церковью?
На это я сказал: «Клятвы я не нарушал. С Живой церковью я не имел и не имею ничего общего».
— Вы отпали от Церкви, — сказал мне архиепископ Иларион.
— Это неправда, а вот вы, тихоновцы, фактически отпали. Восточные Патриархи не с вами, а с нами.
— Какие мы тихоновцы; что вы треплете имя покойного Святейшего Патриарха Тихона? Мы православные. Восточные Патриархи с нами, это я знаю документально, обновленцы врут. Введенский ваш изолгался…
Мне не пришлось с архиепископом Иларионом долго беседовать, потому что я тюремной администрацией был отозван и тут же освобождён из тюрьмы. На прощание мне архиепископ Иларион сказал:
— Я скорее сгнию в тюрьме, но своему направлению не изменю…

В начале августа 1926 года назначен обновленческим епископом Бузулукским, викарием Самарской обновленческой епархии. Назначение отменено.
31 августа 1926 года назначен обновленческим епископом Курским и Обоянским, председателем Курского обновленческого епархиального управления. 7 сентября 1926 года утверждён епископом Курским и Обоянским, председателем Курского обновленческого епархиального управления. Кафедра располагалась в Знаменском соборе города Курска.
5 июля 1927 года почислен на покой, однако уже 26 июля того же года стал обновленческим епископом Череповецким, председателем Череповецкого обновленческого епархиального управления. Кафедра располагалась в Воскресенском соборе Череповца.
С 26 января 1928 года — обновленческий епископ Орловский и Болховский, председатель Орловского обновленческого епархиального управления. Кафедра располагалась в Петропавловском соборе Орла.
С мая 1928 года — обновленческий епископ Оренбургский, председатель Оренбургского обновленческого епархиального управления. Кафедра располагалась в Казанском соборе Оренбурга.
С апреля 1929 года — обновленческий епископ Астраханский и Енотаевский, председатель Астраханского обновленческого епархиального управления. 28 июня того же года возведён в сан архиепископа. Кафедра располагалась в Успенском соборе Астраханского кремля, а после его закрытия в Рождество-Богородицкой церкви Астрахани.
С 15 апреля 1931 года был назначен обновленческим архиепископом Саратовским и Нижне-Волжским, управляющим Нижне-Волжской митрополией и председателем Нижне-Волжского краевого митрополитанского церковного управления. В том же году награждён правом ношения креста на клобуке.
В том же году назначен архиепископом Кокандским, председателем Кокандского епархиального управления, с кафедрой в Казанской церкви Коканда.
3 февраля 1932 года уволен на покой по болезни. Проживал в Череповце.
3 апреля 1932 года снял сан и публично отрёкся от Бога и заявил о переходе на гражданскую работу, что было опубликовано в газете «Череповецкий коммунист», № 78. 13 апреля 1932 года постановлением обновленческого «Священного Синода Православных Церквей в СССР» за похуление Бога лишён сана и исключён из списков обновленческих архиереев.
Дальнейшая судьба неизвестна.

## Публикации
- Смысл и значение страданий в буддизме и христианстве. // «Православный собеседник». 1916, май-июнь.
- Одна из прежних попыток староцерковников к примирению со Св. Синодом Р. П. Ц. // Вестник Священного Синода. 1927. № 4